# Bayerische Staatsoper
Bayerische Staatsoper (før 1919 Königlich Bayerische Hofoper) er det største operahus i München og et af de mest prestigefyldte i verden. Sammen med Bayerisches Staatsballett og Bayerisches Staatsorchester opfører det næsten 350 forestillinger årligt.
Operaens faste hus er Nationaltheater på Max-Joseph-Platz. Enkelte forestillinger finder imidlertid sted i Prinzregententheater og Altes Residenztheater (Cuvilliés-Theater). 

## Operachefer
- 1867-1893: Karl von Perfall
- Ernst von Possart
- Clemens Krauss
- Georg Hartmann
- 1952-1967: Rudolf Hartmann
- 1967-1976: Günther Rennert
- 1977-1982: August Everding
- 1983-1993: Wolfgang Sawallisch
- 1993-2006: Sir Peter Jonas
- 2006-2008: Kent Nagano (interim)
- fra 2008: Klaus Bachler

## Chefdirigenter
- 1836-1867: Franz Lachner
- 1867-1869: Hans von Bülow (hofkapelmester)
- 1870-1877: Franz Wüllner (hofkapelmester)
- 1872-1896: Hermann Levi
- 1894-1896: Richard Strauss (hofkapelmester)
- 1901-1903: Hermann Zumpe
- 1904-1911: Felix Mottl (hofoperadirektør)
- 1913-1922: Bruno Walter
- 1922-1935: Hans Knappertsbusch
- 1937-1944: Clemens Krauss
- 1945: Hans Knappertsbusch
- 1946-1952: Georg Solti
- 1952-1954: Rudolf Kempe
- 1956-1958: Ferenc Fricsay
- 1959-1968: Joseph Keilberth
- 1971-1992: Wolfgang Sawallisch
- 1998-2006: Zubin Mehta
- fra 2006: Kent Nagano

## Uropførelser
Følgende operaer er uropført ved Königlich Bayerische Hofoper/Bayerische Staatsoper:
- 2. oktober 1753, Catone in Utica af Giovanni Ferrandini (Residenztheater)
- 29. januar 1781, Idomeneo af Wolfgang Amadeus Mozart (Residenztheater)
- 1. februar 1782, Semiramide af Antonio Salieri (Residenztheater)
- 27. januar 1807, Iphigenie in Aulis af Franz Danzi (Residenztheater)
- 4. juni 1811, Abu Hassan af Carl Maria von Weber (Residenztheater)
- 23. december 1812, Jephthas Gelübde af Giacomo Meyerbeer (Residenztheater)
- 9. november 1817, Teolinde af Giacomo Meyerbeer (Residenztheater)
- 7. oktober 1849, Benvenuto Cellini af Franz Lachner
- 10. juni 1865, Tristan und Isolde af Richard Wagner
- 21. juni 1868, Die Meistersinger von Nürnberg af Richard Wagner
- 22. september 1869, Das Rheingold af Richard Wagner
- 26. juni 1870, Die Walküre af Richard Wagner
- 29. juni 1888, Die Feen af Richard Wagner
- 23. januar 1897, Die Königskinder af Engelbert Humperdinck
- 10. oktober 1897, Sarema af Alexander Zemlinsky
- 22. januar 1899, Der Bärenhäuter af Siegfried Wagner
- 27. november 1903, Le donne curiose af Ermanno Wolf-Ferrari (Residenztheater)
- 19. marts 1906, I quattro rusteghi af Ermanno Wolf-Ferrari
- 11. december 1906, Das Christelflein af Hans Pfitzner
- 4. december 1909, Il segreto di Susanna af Ermanno Wolf-Ferrari
- 28. marts 1916, Der Ring des Polykrates og Violanta af Erich Wolfgang Korngold
- 12. juni 1917, Palestrina af Hans Pfitzner (Prinzregententheater)
- 30. november 1920, Die Vögel af Walter Braunfels
- 12. november 1931, Das Herz af Hans Pfitzner
- 24. juli 1938, Friedenstag af Richard Strauss
- 5. februar 1939, Der Mond af Carl Orff
- 28. oktober 1942, Capriccio af Richard Strauss
- 27. november 1963, Die Verlobung in San Domingo af Werner Egk
- 9. juli 1978, Lear af Aribert Reimann
- 10. maj 1981, Lou Salomé af Giuseppe Sinopoli
- 2000, Bernarda Albas Haus af Aribert Reimann